# Spegelsmygare

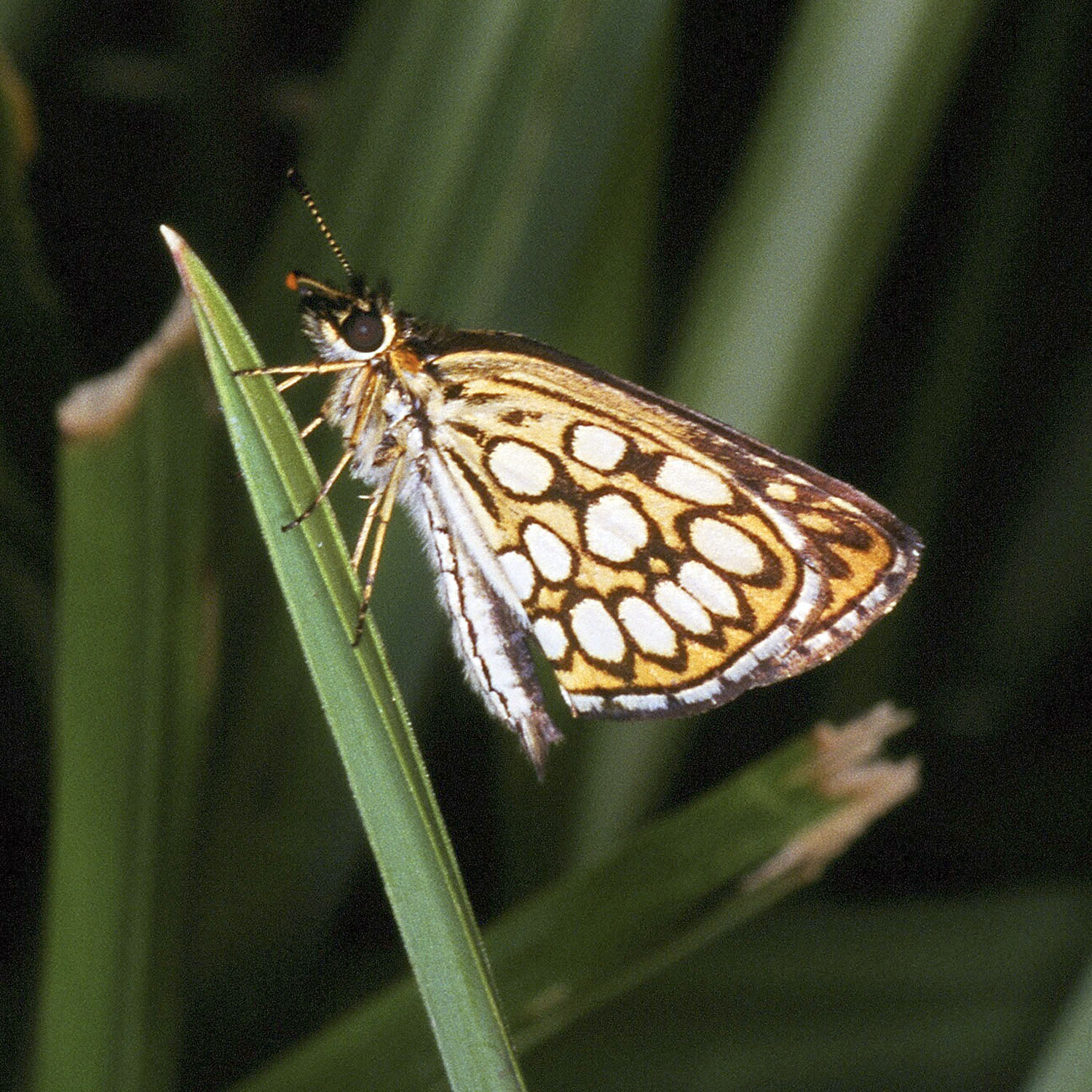
På denna bild syns fläckarna på vingarnas undersida tydligt

Spegelsmygare (Heteropterus morpheus) är en art i insektsordningen fjärilar som tillhör familjen tjockhuvuden. Hanen och honan är lika till utseendet, förutom att honan har större och tydligare gullaktiga fläckar på vingarna. Grundfärgen på vingarna är mörkt brunaktig. Vingbredden är 30 till 36 millimeter. Flygtiden för imagon är från slutet av juni till början av augusti. Larven lever på blåtåtel och grenrör och arten övervintrar en gång som larv innan den förpuppar sig. I Sverige har den endast hittats i Skåne vid ett enstaka tillfälle. Dess huvudsakliga utbredningsområde är centrala Europa.